# Elżbieta Magdalena Piastówna
Elżbieta Magdalena Piastówna (ur. 17 listopada 1562 w Brzegu, zm. 1 lutego 1630 w Oleśnicy) – księżniczka piastowska.
Córka Jerzego II brzeskiego i Barbary Hohenzollern (1545–1586). Żona Karola II Podiebradowicza.